# Siegfried Roch
Siegfried Roch   (Wunsiedel, 26 de març de 1959) és un jugador d'handbol alemany, ja retirat, que va competir durant les dècades de 1980 i 1990.
El 1984 va formar part de la selecció de la República Federal Alemanya que va guanyar la medalla d'argent a les Olimpíades de Los Angeles. Hi va jugar un partit, com a porter. Jugà 38 partits internacionals amb la selecció alemanya.
A nivell de clubs jugà al SV Milbertshofen (fins a 1981) i TV Großwallstadt (1981-97). Guanyà la lliga alemanya de 1984 i 1989 i la Copa de 1984, 1987 i 1989, així com la Copa IHF 1984.